# Micro-région de Nagyatád
La micro-région de Nagyatád (en hongrois : nagyatádi kistérség) est une micro-région statistique hongroise rassemblant plusieurs localités autour de Nagyatád.